# Providencia (Nariño)
Pour les articles homonymes, voir Providencia.
Providencia est une municipalité située dans le département de Nariño en Colombie.